# Francisco Cerezo
Francisco Javier Cerezo Perales (Tomelloso, Ciudad Real, 6 de enero de 1971) es un exciclista profesional español. Debutó como profesional en 1992 y se retiró en la temporada 2003.
En sus sus once años como profesional su mejor logro fue la segunda posición en el Campeonato de España de Ciclismo en Ruta 2000, disputado en Murcia, solamente por detrás de Álvaro González de Galdeano. Además, fue portador del maillot de la clasificación de la montaña de la Vuelta a España en dos ocasiones: en 1997 durante catorce días y el año siguiente durante otros siete.
Durante su carrera participó en 13 ocasiones en las Grandes Vueltas (7 en la Vuelta a España, 4 en el Giro de Italia y 2 en el Tour de Francia) y en 1 ocasión en el Campeonato Mundial de Ciclismo
Trabajó como gregario de Laurent Jalabert, en su etapa en el equipo danés CSC. 
Tras su retirada, ejerció de seleccionador español de ciclismo en ruta en la categoría júnior entre los años 2007 y 2008, cargo que retomaría en 2018 y ejercería hasta abril de 2023, coincidiendo con una gran hornada de talentos españoles como Carlos Rodríguez, Juan Ayuso o Pelayo Sánchez, entre otros.

## Palmarés
1989 (Categoría Júnior)
- 3.º en el Campeonato de España de Ciclismo en Ruta Júnior

1992
- 3.º en la Volta a Lleida

1993
- 1 etapa de la Vuelta al Alentejo

1994
- GP Jornal de Noticias

1998
- 2.º en Memorial Manuel Galera
- 2.º en Trofeo Luis Ocaña

1999
- 4.º en el Campeonato de España en ruta

2000
- 2.º en el Campeonato de España en Ruta
- 4.º en la Clásica de Alcobendas

## Resultados en las grandes vueltas
| Carrera         | 1993 | 1994 | 1995  | 1996 | 1997 | 1998 | 1999 | 2000 | 2001  | 2002 | 2003 |
| --------------- | ---- | ---- | ----- | ---- | ---- | ---- | ---- | ---- | ----- | ---- | ---- |
| Giro de Italia  | -    | -    | 119.º | 98.º | -    | -    | 39.º | -    | -     | 59.º | -    |
| Tour de Francia | -    | -    | -     | -    | -    | -    | 47.º | -    | 118.º | -    | -    |
| Vuelta a España | -    | 84.º | 53.º  | 39.º | 32.º | Ab   | -    | 55º. | -     | -    | 96.º |
| Mundial en Ruta | -    | -    | -     | -    | -    | -    | -    | 33º  | -     | -    | -    |

-: no participa 

Ab.: abandono

## Equipos
- Seur (1992)
- Deportpublic (1993-1994)
- Castellblanch (1995)
- MX Onda (1996)
- Estepona (1997-1998)
  - Estepona Toscaf (1997)
  - Estepona Brepac en Marcha (1998)
- Vitalicio Seguros (1999-2000)
- Team CSC (2001-2002)
  - Team CSC World Online (2001)
  - Team CSC Tiscali (2002)
- Labarca2-Cafés Baque (2003)